# The Aeroplane Flies High

The Aeroplane Flies High est un coffret de cinq disques du groupe américain The Smashing Pumpkins sorti en 1996. Il regroupe les  cinq singles extraits de l'album Mellon Collie and the Infinite Sadness accompagnés de leurs faces B. Il contient un livret de 44 pages contenant textes et illustrations signés par Billy Corgan le chanteur guitariste du groupe. Ce coffret s'est classé 42e des ventes dans le Billboard. Le coffret avait été édité à 200 000 exemplaires mais devant la demande des repressages supplémentaires ont été effectués. Il a benéficié en 2013 d'une réédition augmentées d'inédits et de bonus ainsi que d'un DVD d'un concert filmé aux Eurockéennes de Belfort en 1997.

## Pistes du coffret
Toutes les chansons sont écrites et composées par Billy Corgan, sauf indications contraires.
| 1. | Bullet with Butterfly Wings |                                              | 4:16 |
| 2. | ...Said Sadly               | James Iha                                    | 3:09 |
| 3. | You're All I've Got Tonight | Ric Ocasek                                   | 3:10 |
| 4. | Clones (We're All)          | David Carron                                 | 2:43 |
| 5. | A Night Like This           | Robert Smith                                 | 3:36 |
| 6. | Destination Unknown         | Dale Bozzio, Terry Bozzio, Warren Cuccurullo | 4:14 |
| 7. | Dreaming                    | Debbie Harry, Chris Stein                    | 5:11 |

Excepté ...Said sadly les autres morceaux présents sur ce disque sont des reprises. De Ric Ocasek, d'Alice Cooper, de the Cure, des Missing Persons et de Blondie.
| 1. | 1979                 |           | 4:28 |
| 2. | Ugly                 |           | 2:52 |
| 3. | The Boy              | James Iha | 3:04 |
| 4. | Cherry               |           | 4:02 |
| 5. | Believe              | James Iha | 3:15 |
| 6. | Set the Ray to Jerry |           | 4:10 |

| 1. | Zero                                                                 |                                                       | 2:39  |
| 2. | God                                                                  |                                                       | 3:09  |
| 3. | Mouths of Babes                                                      |                                                       | 3:46  |
| 4. | Tribute to Johnny                                                    | Billy Corgan, James Iha                               | 2:34  |
| 5. | Marquis in Spades                                                    |                                                       | 3:17  |
| 6. | Pennies                                                              |                                                       | 2:28  |
| 7. | Pastichio Medley (Durée de 25:59 indiquée par erreur sur le disque.) | Billy Corgan/James Iha/Darcy Wretzky/Jimmy Chamberlin | 23:00 |

Pastichio Medley est un medley de riffs de différentes sessions datant d'après l'enregistrement de Siamese Dream et d'avant celui de Mellon Collie and the Infinite Sadness. Il comprend : The Demon, Thunderbolt, Dearth, Knuckles, Star Song, Firepower, New Waver, Space Jam, Zoom, So Very Sad About Us, Phang, Speed Racer, The Eternal E, Hairy Eyeball, The Groover, Hell Bent for Hell, Rachel, A Dog's Prayer, Blast, The Black Rider, Slurpee, Flipper, The Viper, Bitch, Fried, Harmonia, U.S.A., The Tracer, Envelope Woman, Plastic Guy, Glasgow 3am, The Road Is Long, Funkified, Rigamarole, Depresso, The Streets Are Hot Tonite, Dawn At 16, Spazmatazz, Fucker, In the Arms of Sheep, Speed, 77, Me Rock You Snow, Feelium, Is Alex Milton, Rubberman, Spacer, Rock Me, Weeping Willowly, Rings, So So Pretty, Lucky Lad, Jackboot, Milieu, Disconnected, Let Your Lazer Love Light Shine Down, Phreak, Porkbelly, Robot Lover, Jimmy James, America, Slinkeepie, Dummy Tum Tummy, Fakir, Jake, Camaro, Moonkids, Make It Fungus, V-8, et Die.
| 1. | Tonight, Tonight           |  | 4:15 |
| 2. | Meladori Magpie            |  | 2:41 |
| 3. | Rotten Apples              |  | 3:02 |
| 4. | Jupiter's Lament           |  | 2:30 |
| 5. | Medellia of the Gray Skies |  | 3:11 |
| 6. | Blank                      |  | 2:54 |
| 7. | Tonite Reprise             |  | 2:40 |

Tonite Reprise est une version acoustique de Tonight, Tonight avec quelques différences dans les paroles. Ce morceau est aussi présent sur l'édition vinyle de Mellon Collie and the Infinite Sadness.
| 1. | Thirty-Three                                       |                                     | 4:10 |
| 2. | The Last Song                                      |                                     | 3:55 |
| 3. | The Aeroplane Flies High (Turns Left, Looks Right) |                                     | 8:31 |
| 4. | Transformer                                        |                                     | 3:25 |
| 5. | The Bells                                          | James Iha                           | 2:17 |
| 6. | My Blue Heaven                                     | Walter Donaldson, George A. Whiting | 3:20 |

My Blue Haven est une reprise d'un standard popularisé par Gene Austin en 1928 et Fats Domino en 1956.